# Nina Catach

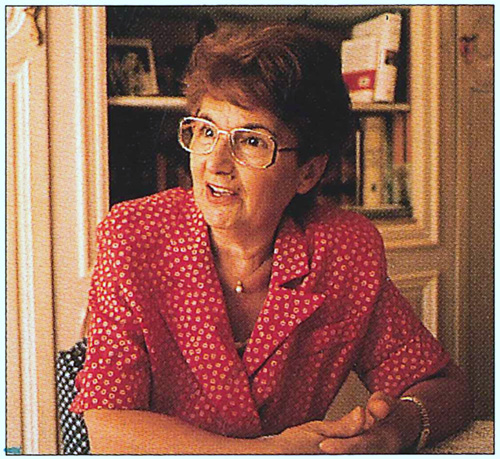
Nina Catach, 1994

Nina Catach (* 14. Juli 1923 in Kairo; † 1997 in Paris) war eine französische Linguistin und Romanistin.

## Leben und Werk
Nina Catach habilitierte sich 1968 an der Sorbonne mit der Arbeit L'orthographe française à l'époque de la Renaissance. Auteurs. Imprimeurs. Ateliers d'imprimerie (Genf 1968). Sie gründete die Forschungsgruppe HESO (Histoire et structure des orthographes et systèmes d'écritures) und war 30 Jahre lang die führende Spezialistin der französischen Orthographie in Geschichte und Gegenwart.

## Weitere Werke
- L'Orthographe (= Que Sais-je? Band 685). Paris 1978, 2. Auflage 1982, 3. Auflage 1988, 4. Auflage 1992, 5. Auflage 1993, 6. Auflage 1995, 7. Auflage 1997, 8. Auflage 1998, 9. Auflage 2005, 10. Auflage 2011.
- mit Claude Cruaz, Daniel Duprez: L'Orthographe française. Traité théorique et pratique avec des travaux d'application et leurs corrigés. Paris 1980, 3. Auflage 1995.
- mit Jeanne Golfand, Roger Denux: Orthographe et lexicographie. Les mots composés. Paris 1981.
- als Hrsg.: Les Editions critiques. Problèmes techniques et éditoriaux. Actes de la Table ronde internationale de 1984. Paris 1988.
- als Hrsg.: Pour une théorie de la langue écrite. Actes de la table ronde internationale... Paris, 23-24 octobre 1986. Paris 1988.
- Les Délires de l'orthographe. En forme de dictionnaire. Paris 1989.
- L'orthographe en débat. Dossiers pour un changement, avec la liste complète des mots rectifiés. Paris 1991.
- La ponctuation. Histoire et système (= Que sais-je? Band 2818). Paris 1994, 2. Auflage 1996.
- als Hrsg.: Dictionnaire historique de l’orthographe française. Paris 1994.
- mit J.-C. Rejejkow: Varlex. Variation lexicale et évolution graphique du français actuel. Dictionnaires récents, 1989-1997. Paris 2001.
- Histoire de l'orthographe française. Postum hrsg. von Renée Honvault unter Mitwirkung von Irène Rosier-Catach. Paris 2001.